# سمندر مائي مخطط جنوبي
السمندر المائي المخطط الجنوبي (الاسم العلمي: Ommatotriton vittatus)، هو نوع من البرمائيات يتبع جنس السمندر المائي المخطط ضمن فصيلة السمندرية. يتواجد في العراق وسوريا والأردن ولبنان وتركيا وإسرائيل وروسيا وبعض دول أوروبا مثل جورجيا وأرمينيا.

## الموائل
أما موائلها الطبيعية فهي الغابات المعتدلة والمراعي المعتدلة والأنهار وبحيرات المياه العذبة ومستنقعات المياه العذبة والكهوف والأراضي الصالحة للزراعة والمراعي والحدائق الريفية والمناطق الحضرية والبرك وبرك الاستزراع المائي والحفريات المفتوحة، والقنوات والخنادق.

## الغذاء
يتنوع نظامه الغذائي من ديدان الأرض، دودة الدم، صراصير رأس الدبوس، الديدان البيضاء وغيرها.